# Архив Републике Српске
Архив Републике Српске званична је управна институција Републике Српске и организација у саставу Министарства просвјете и културе Републике Српске. Архив Републике Српске прикупља, чува, штити, обрађује, сређује, и издаје на коришћење архивску грађу на цјелокупној територији Републике Српске. Рад Архива Републике Српске финансира Влада Републике Српске из властитог буџета. Сједиште Архива Републике Српске се налази у згради познатој под називом Царска кућа у Алеји Светог Саве број 1. у Бањалуци.

## Архивски фондови и збирке
Архив Републике Српске садржи 34 велике збирке, 720 већих фондова, 14.747 регистратура, као и библиотеку. Највећи дио грађе Архива Републике Српске се односи на фондове државних органа, затим органа управе бановинског, обласног, окружног, среског, општинског и локалног значаја, те архивске фондове друштвено-политичких организација. Архив садржи многобројне збирке, фондове и архивске документе из времена османлијске, односно турске окупације, аустроугарске окупације, затим Краљевине Југославије, усташке НДХ, СФРЈ, као и документе из модерног доба који укључују званичну документацију Републике Српске.

### Збирка „Концентрациони логор Јасеновац“
Једна од најважнијих збирки Архива Републике Српске је Збирка "Концентрациони логор Јасеновац". Ова збирка садржи документацију спашеног дијела некадашње Збирке „Спомен-подручје Доња Градина“, а која се односи на документацију која је заробљена од стране југословенских партизана са територије Републике Српске приликом ослобађања од усташа 1945. године. Збирка „Спомен-подручје Доња Градина“ је састављена након Другог свјетског рата у вријеме СФРЈ, и односила се на усташки логор Доња Градина, који је био дио система усташких логора смрти Јасеновац. Збирку „Спомен-подручје Доња Градина“ је почетком распада Југославије сачувао кустос спомен подручја Симо Брдар, а касније предао у надлежност Архива Републике Српске. Скенирање и микрофилмовање документације Збирке „Концентрациони логор Јасеновац“ је обавио Музеј холокоста у Вашингтону, тако да је збирка од 3. марта 2004. године доступна и у дигиталном облику, чији дио је објављен на презентацији Архива Републике Српске.

## Задужења архива
Према архивском законодавству Републике Српске, Архив Републике Српске ужива статус централне установе за заштиту културних добара Републике Српске и његове утврђене дјелатности се односе на читаву територију Републике Српске. Под културним добрима Републике Српске се подразумијева цјелокупно друштвено насљеђе Републике Српске. Између осталог, Архив Републике Српске издаје властите публикације и организује изложбе.

## Организација архива
Директор Архива Републике Српске је Бојан Стојнић, који је уједно и председник Удружења архивских радника Републике Српске. У саставу главног одјељења за обраду и сређивање архивске грађе које се налази у Бањалуци, дјелује пет подручних јединица које су распоређене по територијалном принципу широм Републике Српске:
- Подручна јединица у Добоју
- Подручна јединица у Зворнику
- Подручна јединица у Фочи
- Подручна јединица у Требињу
- Подручна јединица у Сокоцу

### Организациона структура
Архив Републике Српске је подијељен у два главна сектора у саставу којих дјелују по два одјељења са различитим задужењима.
- Сектор за заштиту архивске грађе у архиву

1. Одјељење за сређивање и обраду архивске грађе
2. Одјељење за научноистраживачки рад

- Сектор за заштиту архивске грађе ван архива, правне и опште послове

1. Одјељење за заштиту архивске грађе ван архива
2. Одјељење за правне и опште послове

## Историјат
Архив Републике Српске је основан 1992. године, у вријеме распада Југославије. Приликом оснивања Архива Републике Српске 1992. године, у његов састав су ушли бивши Архив Бањалучке крајине у Бањалуци, Регионални архив Добој и Историјски архив Фоча. Иако је институција основана 1992. године, она се позива на пријашњи рад мањих обласних архива који су ушли у њен састав, а основани су по завршетку Другог свјетског рата у Југославији.